# Я буду плакати завтра
Я буду плакати завтра (англ. I'll Cry Tomorrow) — американський біографічний фільм, драма режисера Деніела Манна 1955 року.

## Сюжет
Позбавлена нормального дитинства її честолюбною матір'ю, Кеті, Лілліан Рот стає зіркою Бродвею і Голлівуду, коли їй не виповнилося й двадцяти років. Напередодні весілля, Девід Тредман, закоханий в неї з дитинства, помирає в лікарні, і Лілліан робить свій перший ковток алкоголю. Перший з багатьох в майбутньому, які зробили з неї алкоголіка. Вона набуває недовгий шлюб з інфантильним курсантом авіашколи, Уоллі, що пішов за цим розлучення. Новий шлюб з садистом і доречним Тоні Бардеманом. Після невдалої спроби самогубства Берт МакГір, з товариства Анонімних Алкоголіків, приходить їй на допомогу і допомагає знайти дорогу назад, на щастя, після шістнадцяти років життя в світі алкогольного кошмару, не рахуючи перші двадцять з її матір'ю.

## У ролях
- Сьюзен Гейворд — Лілліан Рот
- Річард Конте — Тоні Бардеман
- Едді Альберт — Берт МакГір
- Джо Ван Фліт — Кеті Рот
- Дон Тейлор — Уоллі
- Рей Дентон — Девід Тредман
- Марго — Сельма
- Вірджинія Грегг — Еллен
- Дон Беррі — Джеррі
- Девід Касдей — Девід / дитина
- Керол Енн Кемпбелл — Лілліан / дитина
- Пітер Лідз — Річард